# AK-230

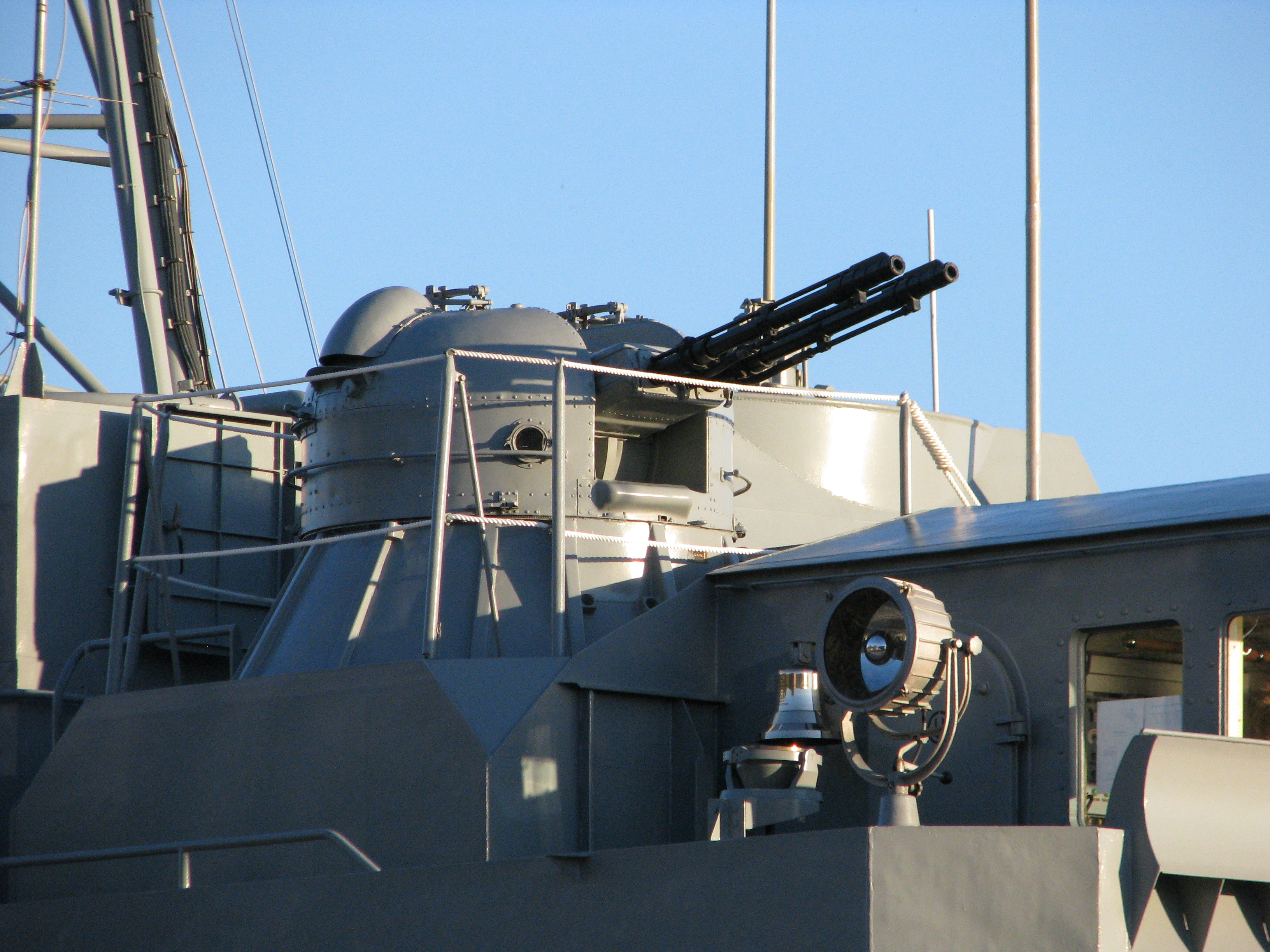
Một ụ pháo AK-230.

AK-230 là một loại pháo hải quân của Liên Xô. Nó gồm 2 nòng pháo cỡ 30 mm được dẫn bắn bằng radar. Chức năng chính của nó là chống máy bay. AK 230 được thiết kế trong những năm 1950 đầu tiên được trang bị cho tàu mang tên lửa lớp Osa và tàu ngư lôi lớp Shershen vào năm 1969. Có 1450 khẩu được sản xuất tại Liên Xô và khoảng 300 đã được sản xuất ở Trung Quốc với tên gọi Type 69.

## Quốc gia sử dụng
Liên Xô
- Hải quân Liên Xô

 Trung Quốc
- Hải quân Quân Giải phóng Nhân dân Trung Quốc
- Hạm đội Nam Hải

 Việt Nam
- Hải quân Nhân dân Việt Nam